# 曾珍珍
曾珍珍（英語：Chen-Chen Tseng，1954年—2017年12月1日），臺灣比較文學學者、英美文學學者、翻譯家。美國華盛頓大學比較文學博士，為國立東華大學英美語文學系教授、創作與英語文學研究所創所所長，國立東華大學人文社會科學學院榮譽院長，以翻譯諾貝爾文學奬得主童妮 · 摩里森的著作《最藍的眼睛》（The Bluest Eye）獲得第32屆中華民國金鼎獎最佳翻譯人獎。

## 生平
曾珍珍1954年出生於臺灣省桃園縣，1976年畢業於國立臺灣大學外文系，1992 年取得美國西雅圖華盛頓大學比較文學博士學位，1996年移居花蓮，2000年至國立東華大學任教，歷任英美語文學系教授、系主任，創作與英語文學研究所所長，語言中心主任、人文社會科學學院副院長，專長為專長比較文學、神話與文學、生態批評、美國文學。
曾珍珍為國立東華大學創作與英語文學研究所（簡稱創英所）創所所長，與李永平、郭強生一同開創創英所。曾珍珍致力文學教育與學術研究之餘，亦從事文學翻譯，2008年以翻譯諾貝爾文學奬得主童妮 · 摩里森的著作《最藍的眼睛》（The Bluest Eye）獲得第32屆金鼎獎最佳翻譯人獎。
2013年童子賢捐獻專款設立楊牧文學講座基金，由曾珍珍擔任執行小組主席，統籌建置楊牧書房、定期舉辦楊牧文學獎與相關講座等活動。同年受邀於國立臺灣大學【《新百家學堂》西洋經典掃描】講座中主講Emily Dickinson單元。
2017年12月1日，曾珍珍於花蓮家中因失足意外猝逝。

## 翻譯作品

### 個人譯作
- 伊莉莎白. 碧許 (Elizabeth Bishop) 著 ; 曾珍珍譯. . 臺北縣: 木馬文化. 2004. ISBN 978-986-7475-16-9.
- 童妮. 摩里森 (Toni Morrison) 著 ; 曾珍珍譯. . 臺北市: 臺灣商務. 2007-12. ISBN 978-957-05-2250-1.
- 魯益師 (C. S. Lewis) 著 ; 曾珍珍譯. . 臺北市: 雅歌. 2008. ISBN 9789578763258.
- 魯益師 (C.S Lewis) 著; 寇爾畢 (Clyde S. Kilby) 選編; 曾珍珍譯. . 新北市: 校園書房. 2013年11月. ISBN 978-986-198-344-8.
- 魯益師 (C.S Lewis) 著; 寇爾畢 (Clyde S. Kilby) 選編; 曾珍珍譯. . 新北市: 校園書房. 2013年11月. ISBN 978-986-198-345-5.
- 魯益師 (C. S. Lewis) 著 ; 曾珍珍譯. . 新北市: 校園書房. 2014-19. ISBN 978-986-198-397-4.

### 合譯作品
- 黃毓秀, 曾珍珍合譯. . 臺北市: 書林. 1984. ISBN 978-957-586-243-5.